# قندة (الشغادرة)

تعديل مصدري - تعديل

قندة هي إحدى قرى عزلة السوالمة بمديرية الشغادرة التابعة لمحافظة حجة، بلغ تعداد سكانها 250 نسمة حسب تعداد اليمن لعام 2004.